# 備中川面站
備中川面站（日语：／ Bitchū-Kawamo eki */?）是位於岡山縣高梁市川面町平田，西日本旅客鐵道（JR西日本）的伯備線車站。車站編號為「JR-V14」。

## 歷史
- 1927年（昭和2年）7月31日 - 伯備南線木野山站至備中川面站之間開業，此終點站啟用。
- 1928年（昭和3年）
  - 10月25日 - 伯備北線足立站至此站開通。但是新開通區間還未啟用。
  - 11月25日 - 新開通區間開始使用，成為中途站。
- 1987年（昭和62年）4月1日 - 伴隨國鐵分割民營化，車站由西日本旅客鐵道（JR西日本）營運。

## 車站構造

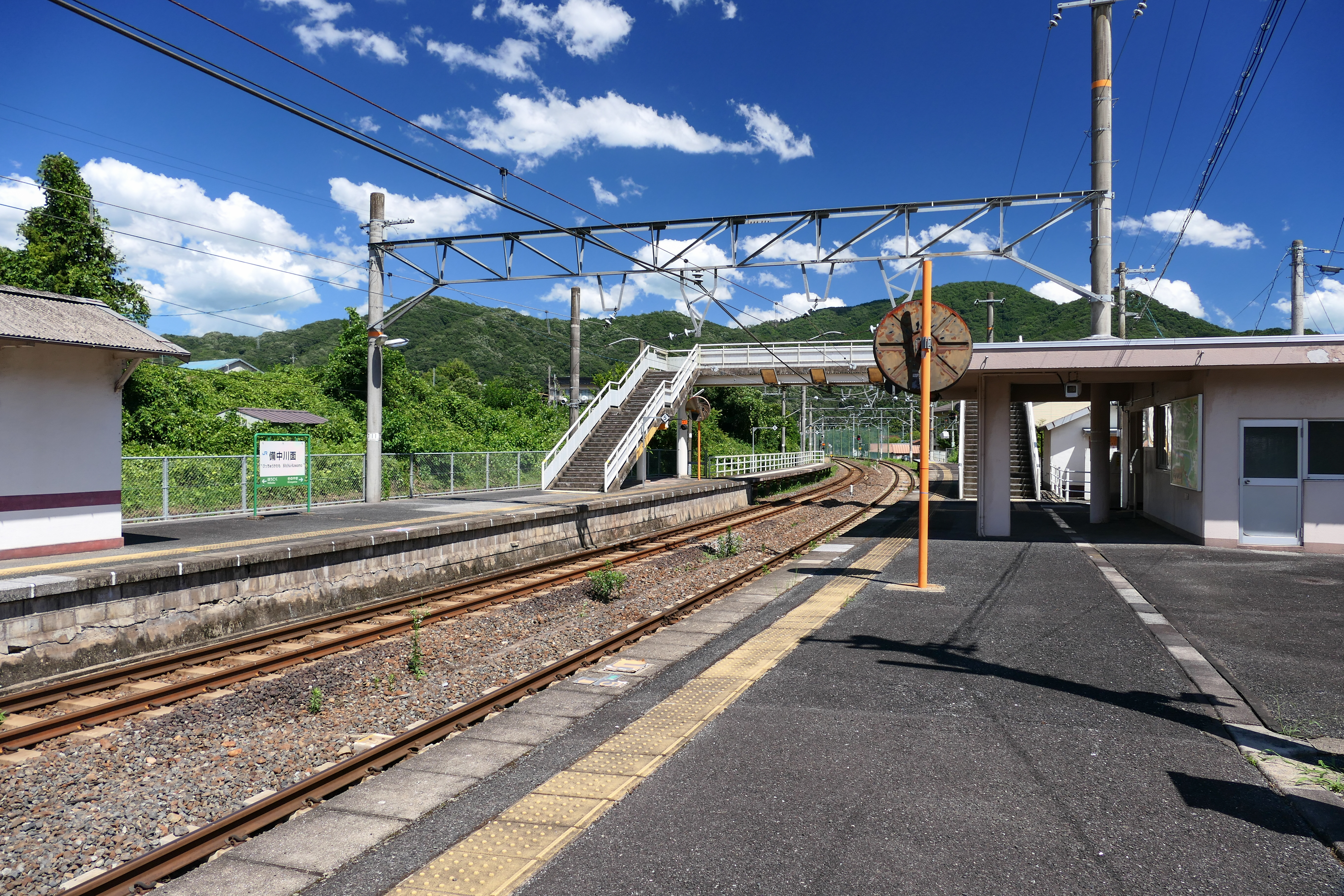
月台（2023年7月）

車站是一座地面車站，設有2面2線的相對式月台。車站大樓位於下行月台，為一座混凝土建築物。月台之間設有跨線橋連接。上行月台設有候車室。
車站由新見站管理，為無人車站。車站內沒有自動售票機和自動閘機。車站曾經設有簡易委託車站。站前設有商店，當時可在商店中購買車票（只限常備票）。

### 月台
| 月台 | 路線   | 上下行 | 方向           |
| ---- | ------ | ------ | -------------- |
| 1    | 伯備線 | 上行   | 倉敷、岡山方向 |
| 2    | 伯備線 | 下行   | 新見、米子方向 |

原本車站大樓旁的月台為1號月台（下行月台），在2019年3月16日時間表修正後，改變為上行月台為1號月台與列車運輸指令的月台編號相同。另外，兩月台上下行列車均可進站與離站。

## 使用狀況
以下為近年1日平均乘車人次列表：
| 乘車人次變化 | 乘車人次變化    |
| 年度         | 1日平均乘車人次 |
| ------------ | --------------- |
| 1999         | 153             |
| 2000         | 148             |
| 2001         | 147             |
| 2002         | 137             |
| 2003         | 130             |
| 2004         | 131             |
| 2005         | 127             |
| 2006         | 120             |
| 2007         | 103             |
| 2008         | 102             |
| 2009         | 89              |
| 2010         | 90              |
| 2011         | 85              |
| 2012         | 74              |
| 2013         | 78              |
| 2014         | 72              |
| 2015         | 59              |
| 2016         | 59              |
| 2017         | 57              |
| 2018         | 55              |

## 車站周邊
- 川面郵局
- 高梁市立高梁北中學
- 高梁市立川面小學
- 園林寺（日语：園林寺 (高梁市)）
- 高梁川
- 國道180號（日语：国道180号）

## 相鄰車站
西日本旅客鐵道
 伯備線
木野山（JR-V13）－備中川面（JR-V14）－方谷（JR-V15）

## 注腳
1. ↑  於2019年3月時間表修正後，在岡山分社的小冊子中記載新的月台安排。
2. ↑  岡山縣統計年報

## 外部連結
- 備中川面｜車站資訊：JR出門網 - 西日本旅客鐵道